# Гаррі ван дер Лаан
Гаррі ван дер Лаан (нід. Harry van der Laan, нар. 24 лютого 1964, Гауда, Нідерланди) — нідерландський футболіст, нападник.

## Життєпис
Футболом розпочав займатися в команді рідного міста, ВВ ОНА'53. Потім перейшов до «ГКФК Олімпія», де перебував у заявці першої команди як юніор. Намагаючись отримати більше ігрового часу перейшов до РВК'33. У 1988 році на запрошення Ко Адріансе перейшов у «Ден Гаг», сталося це після того як Гаррі відзначився голом у воротах своєї майбутньої команди. РВК виграв матч регіонального чемпіонату з рахунком 4:1, але Ван дер Лаан отримав вилучення за грубе порушення правил. У футболці «АДО Ден Гага» проявив себе як справжній бомбардир. Після двох успішних для себе сезонів прийняв запрошення від «Феєнорда». Але рік по тому повернувся до «АДО Ден Гага». Потім виступав за «Дордрехт'90», «Камбюр» та «Ден Босх». У 2001 році через скорочення фінансування в клубі отримав статус вільного агента. Зіграв ще кілька поєдинків за «Олімпію», але аматорський футбол йому не сподобався. Наприкінці кар'єри в 2001 році переїхав до Італії, ненадовго виступаючи в складі «Вітербезе», середняці Серії C1, але в чемпіонаті не зіграв жодного матчу.
Зі 150-ма забитими м'ячами став одним з найкращих бомбардирів в історії Еерстедивізі, другого дивізіону чемпіонату Нідерландів. Двічі ставав найкращим бомбардиром вище вказаного турніру (у сезоні 1997/98 років — з «Камбюром» та в сезоні 1998/99 років — разом з «Ден Босхом»). Окрім цього за 4 сезони, проведені в Ередивізі, відзначився 50-ма голами в 112-ти матчах, а в складі «Феєнорда» став володарем кубку Нідерландів (1991).
У 2005 році призначений помічником головного тренера «Дордрехта». Починаючи з сезону 2012/13 років — тренер нападників у «Ден Босхі», а також регулярно працює аналітиком у Fox Sports Eredivisie.

## Досягнення
«Феєнорд»
- Кубок Нідерландів
  -  Володар (1): 1991

«Камбюр»
- Найкращий бомбардир Еерстедивізі: 1997/98 (29 голів)

«Ден Босх»
- Найкращий бомбардир Еерстедивізі: 1998/99 (30 голів)